# Marie Dominique Luizet
Marie Dominique Luizet  ( 1852 - 1930 ) fue una botánica francesa.

## Honores

### Epónimos
Especies
- (Orchidaceae) Ophrys luizetii E.G.Camus[1]
- (Orchidaceae) × Orchidactyla luizetiana (E.G.Camus) Borsos & Soó[2]
- (Ranunculaceae) Ranunculus × luizetii Rouy[3]
- (Saxifragaceae) Saxifraga luizetii Sennen[4]
- (Saxifragaceae) Saxifraga luizetiana Emb. & Maire[5]

- La abreviatura «Luizet» se emplea para indicar a Marie Dominique Luizet como autoridad en la descripción y clasificación científica de los vegetales.[6]

### Fuente
- Philippe Jaussaud & Édouard R. Brygoo. 2004. Del Jardín al Museo en 516 biografías. Muséum national d’histoire naturelle de Paris : 630 pp.
- Guétrot. 1931. Dominique-Marie Luizet (1852-1930). Ed. Louis Jean. 14 pp.